# یواس‌اس واتری (ای‌تی‌اف-۱۱۷)
یواس‌اس واتری (ای‌تی‌اف-۱۱۷) (به انگلیسی: USS Wateree (ATF-117)) یک کشتی بود که طول آن 205' بود. این کشتی در سال ۱۹۴۴ ساخته شد.